# Nuklé-Art
Les Nuklé-Art sont un collectif d'artistes plasticiens fondé en 1984 par Kim Prisu, Kriki (Christian Vallée, dit) et Paul Etherno.
Proches de la figuration libre, les Nuklé-Art créent à partir d'objets de récupération, peignent sur les murs dans la rue en s'inspirant sans complexe de toutes les images qui les entourent : bande dessinée, iconographie religieuse, télévision, etc.
En 1985, ils participent au premier rassemblement du mouvement graffiti et d'art urbain à Bondy (Île-de-France), à l'initiative des VLP, avec Banlieue-Banlieue, Miss Tic, Blek le rat, Jef Aérosol, Speedy Graphito, SP 38, Futura 2000,Kim Prisu, Epsylon Point…